# يوليوس فون سكلوسر
جوليوس ألوين فرانز جورج أندرياس ريتر فون سكلوسر (فيينا، 23 سبتمبر 1866 - فيينا، 1 ديسمبر 1938) كان مؤرخا للفن النمساوي، آخر ممثل عظيم للمدرسة الفيينية لتاريخ الفن، متخصص في العصور الوسطى.
ونجد أن المؤرخ «Julius Schlosser»، يتجنب بصفة عامة الدخول في نقاشات مثل الرؤية الميتافيزيقية للفن ويكتفي بتسجيل وجهات نظر ومقتنع بأن الفعل الابداعي للفنان كفرد والشبكة المعقدة في الأحداث التاريخية تفصل بينهما هوّة لا يمكن تجاوزها، بل ان الفن نفسه يتعالى عن اللغة الملموسة لتلك الإنتاجات التي تمثل وحدها موضوع البحث التاريخي.